# درج (سفينة)
الدَّرَج في الهندسة المعمارية للسفينة فتحة مرتفعة ومزودة بنوافذ في سطح السفينة ذات سلم يربط ظهر السفينة بحجيراتها السفلى و كبائنها الرئيسة. 

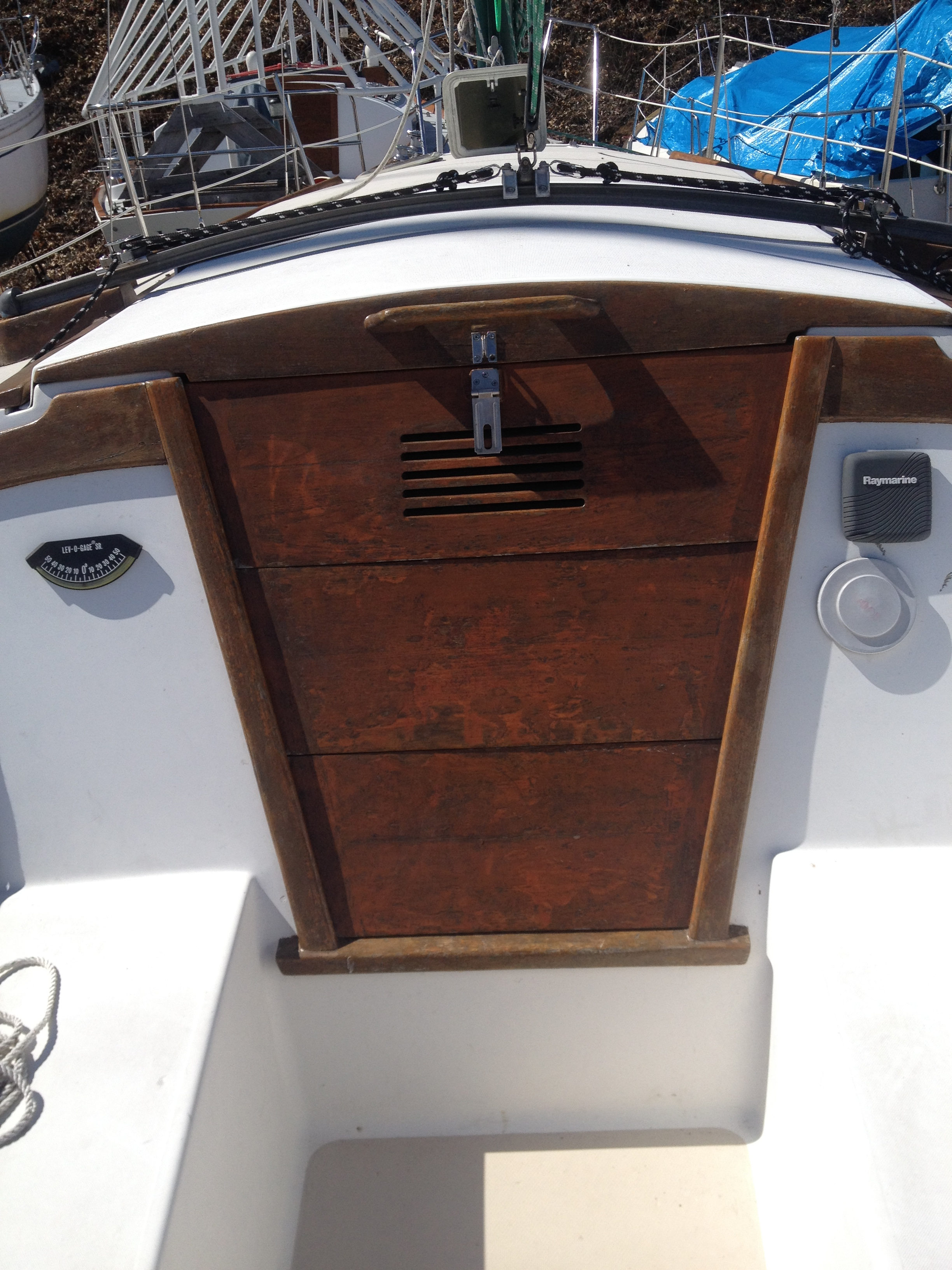
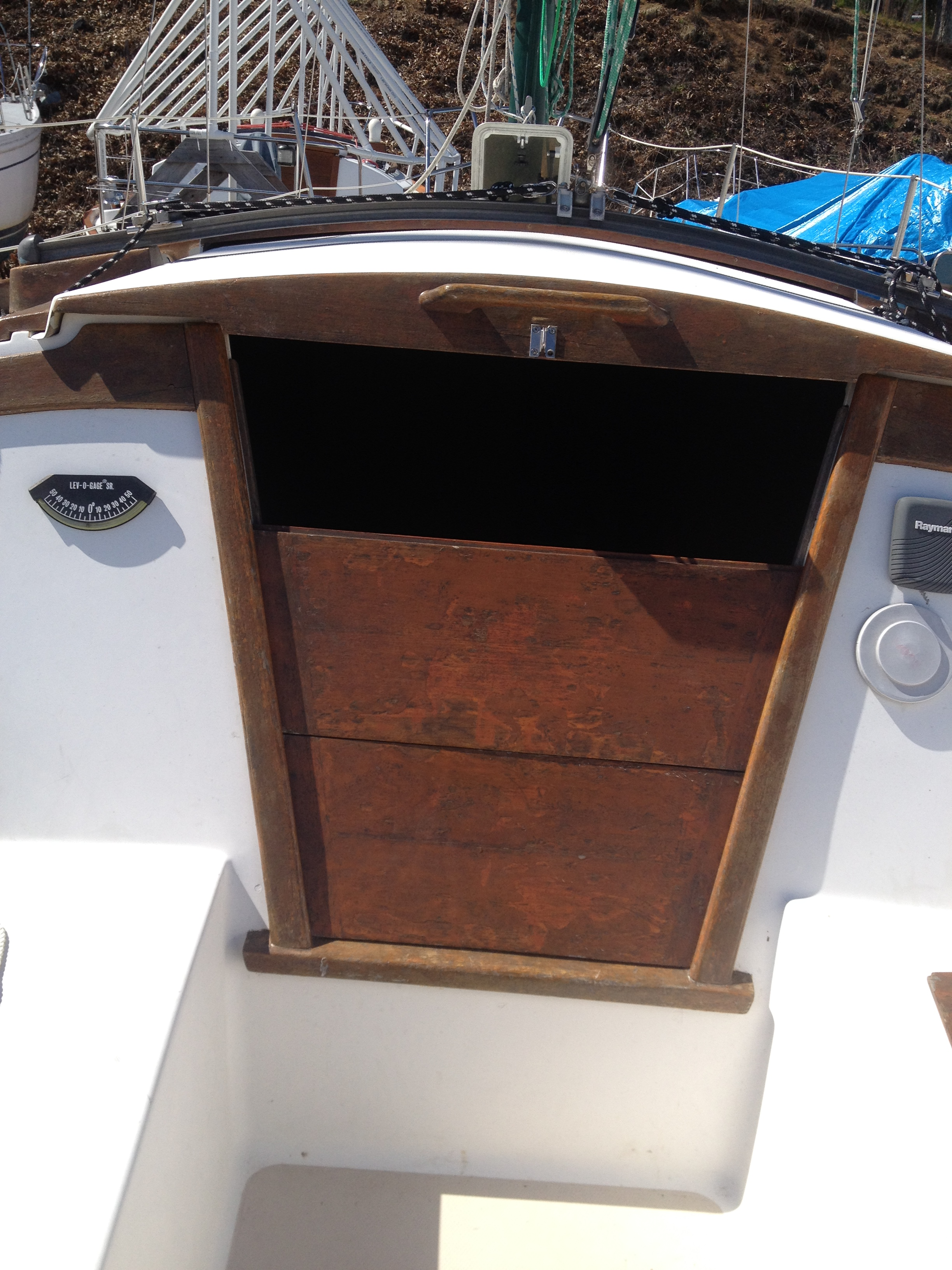